# Harads
Harads est un village suédois de la commune de Boden. En 2020, 472 personnes y vivent.